# エッグインザバスケット

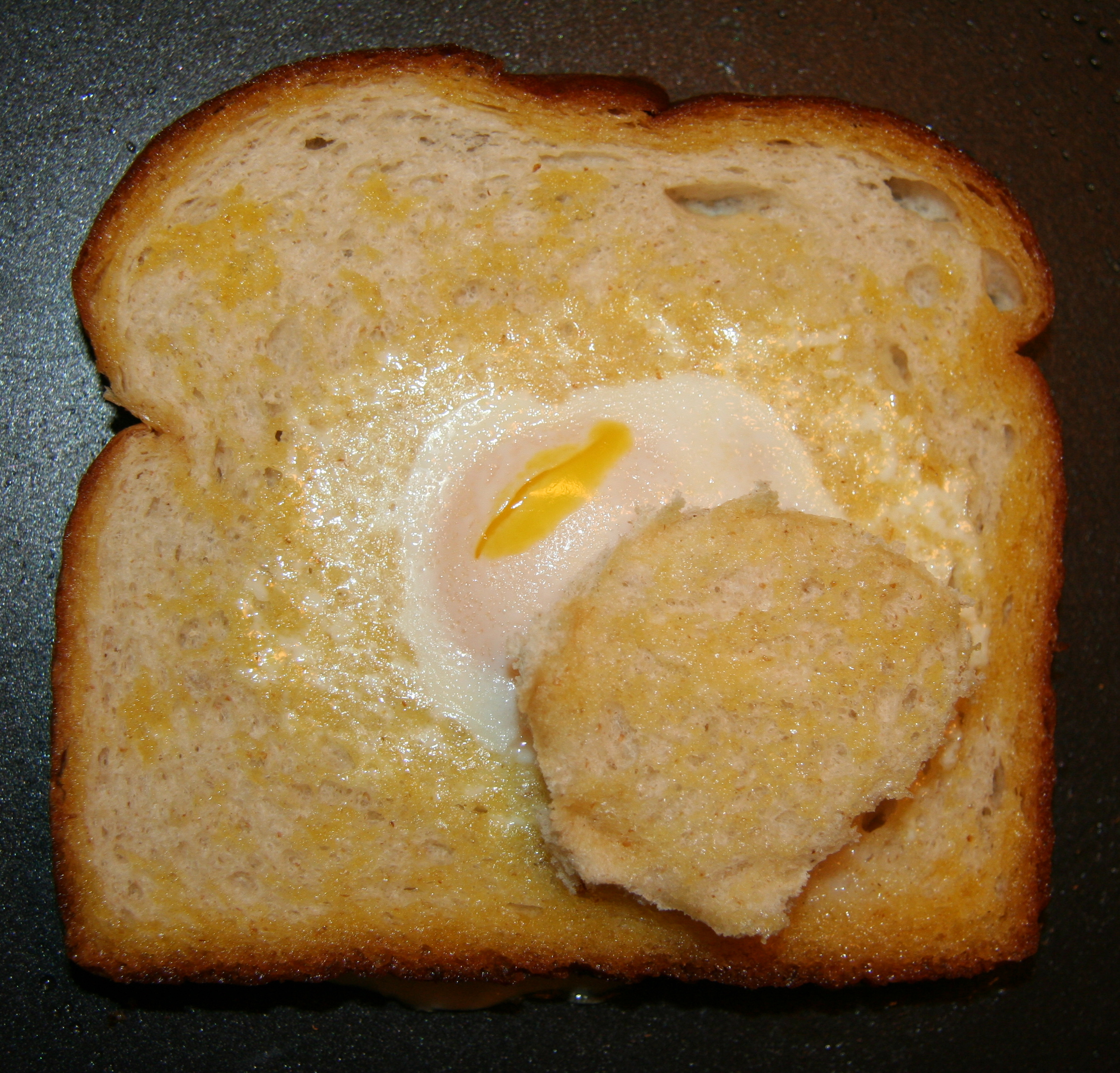
エッグ・イン・ザ・バスケット

エッグインザバスケット(egg in the basket)とは、朝食メニューとして用いられる卵料理の一つ。エッグインナホール（egg in a Hole）とも呼ばれる。
名前は直訳で「カゴの中の卵」を意味する。その他「ワン・アイド・サンドイッチ」「サンシャイン・トースト」など地域によりさまざまな名前で呼ばれる。

## 作り方
1. スライスした食パンの中央を丸くくり抜き、両面にバターを塗る
2. フライパンに食パンを載せ、中央に卵を割り入れる
3. 焦げない程度の弱火でゆっくりと焼く　好みにより塩コショウなどで調味する
4. 卵が固まってきたらひっくり返し両面を焼く
5. 皿に取り、ナイフとフォークで食べる

食パンではなくワッフルやベーグルなどを使うこともある。
くり抜いた部分は lid（ふた）や hat（帽子）と呼ばれ、別に焼いて添えられることもある。

アメリカ軍ではあらかじめ中央に穴の開いたパンを焼いてそれをスライスしたものを鉄板に並べ、穴に卵を落としてパンと卵を同時に焼く料理がある。